# Metal (materiałoznawstwo)

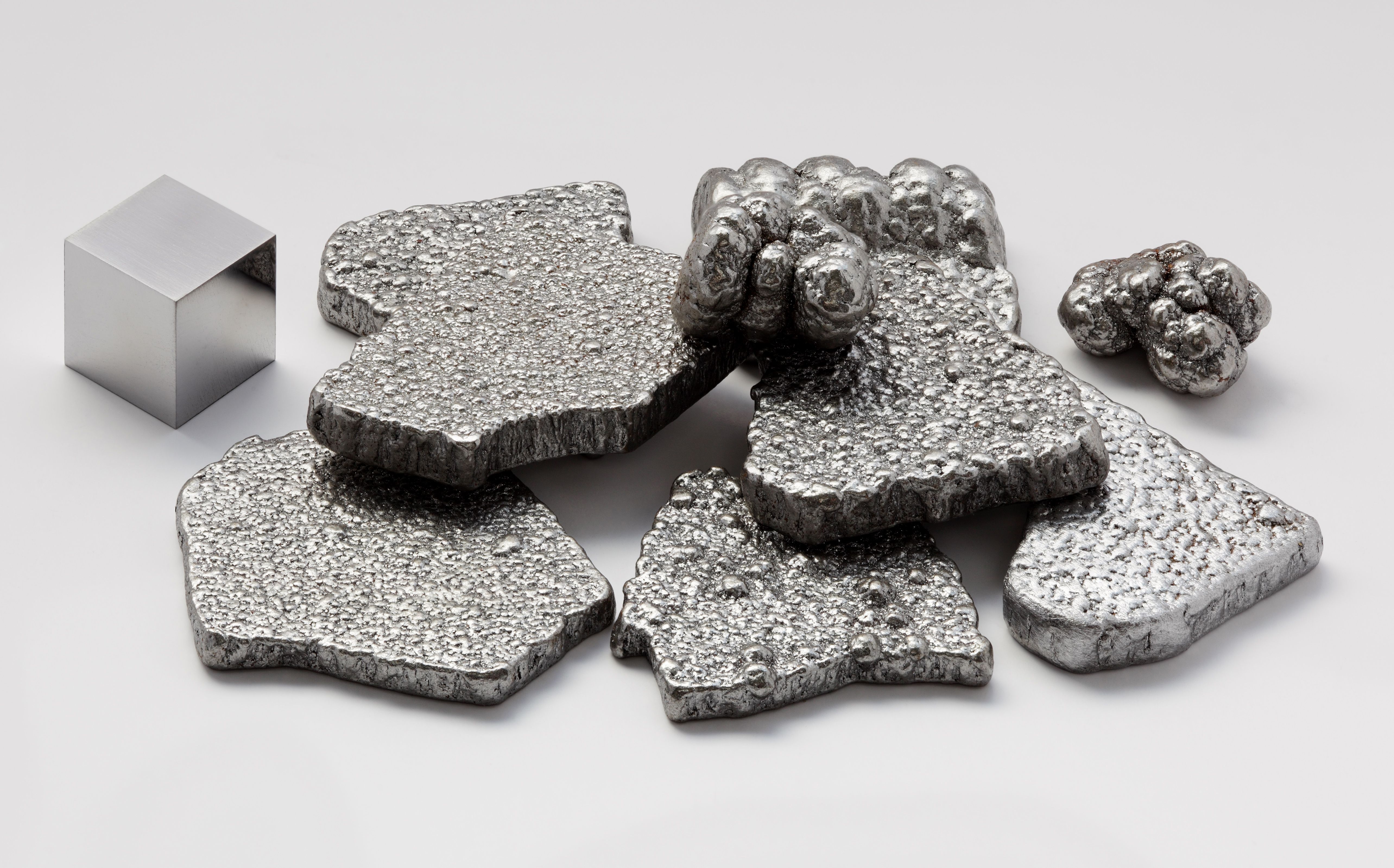
Metal

Metal – materiał, najczęściej krystaliczny, o wiązaniach metalicznych.
Jego główne cechy to:
- plastyczność
- sprężystość
- dobre  przewodnictwo elektryczne oraz cieplne
- dodatni temperaturowy współczynnik rezystancji
- nieprzezroczystość
- metaliczny połysk
- duża wytrzymałość mechaniczna
- łatwość obróbki.